# مايكل ويلدنج
مايكل ويلدنج (بالإنجليزية: Michael Wilding)‏ هو وكيل مواهب وممثل بريطاني، ولد في 23 يوليو 1912 في المملكة المتحدة، وتوفي في 8 يوليو 1979 بلندن في المملكة المتحدة.

## أعمال

### أفلام
- (1942) فيما نخدم

## وصلات خارجية
- مايكل ويلدنج على موقع IMDb (الإنجليزية)
- مايكل ويلدنج على موقع ألو سيني (الفرنسية)
- مايكل ويلدنج على موقع تيرنر كلاسيك موفيز (الإنجليزية)
- مايكل ويلدنج على موقع تيرنر كلاسيك موفيز (الإنجليزية)
- مايكل ويلدنج على موقع أول موفي (الإنجليزية)
- مايكل ويلدنج على موقع قاعدة بيانات برودواي على الإنترنت (الإنجليزية)
- مايكل ويلدنج على موقع قاعدة بيانات الأفلام السويدية (السويدية)
- مايكل ويلدنج على موقع إن إن دي بي (الإنجليزية)
- مايكل ويلدنج على موقع قاعدة بيانات الفيلم (الإنجليزية)
- مايكل ويلدنج على موقع كينوبويسك (الروسية)